# Kolumban Sobota
Kolumban Sobota OFM, imię świeckie Jan Sobota (Sobotta) (ur. 6 maja 1881 w Gostomi, zm. 10 lipca 1949 w Opolu) − polski kapłan, franciszkanin, komisarz prowincjalny w randze prowinjcała, misjonarz ludowy.
O. Kolumban Sobota należał do górnośląskiej Prowincji Wniebowzięcia NMP Zakonu Braci Mniejszych – Franciszkanów, której był komisarzem prowincjalnym (w randze prowincjała) w latach 1923-1926. Również podczas nieobecności ministra prowincjalnego w czasie okupacji niemieckiej o. Kolumban pełnił w latach 1939-1940 urząd delegata prowincjalnego.

## Życiorys
Urodził się w Gostomi koło Prudnika w rodzinie Franciszka i Marianny zd. Karpiela. Do zakonu wstąpił w Prowincji św. Jadwigi Zakonu Braci Mniejszych w Karłowicach pod Wrocławiem w 1901. Pierwszą profesję złożył 14 września 1902, wieczystą 16 września 1905. Po odbyciu studiów filozoficzno-teologicznych we Wrocławiu, przyjął święcenia kapłańskie 22 czerwca 1907. Od 1911 był misjonarzem ludowym, mieszkając w klasztorze w Panewnikach. Od 1915 był gwardianem domu zakonnego w Borkach Wielkich. W latach 1918–1921 był przełożonym konwentu na Górze Świętej Anny. Był to okres powstań śląskich. W 1921 został wybrany jednym z definitorów swojej wrocławskiej prowincji. Gdy w 1922 część Górnego Śląska przypadła Polsce, o. Kolumban zajął się organizacją życia zakonnego w klasztorach dawnego komisariatu zależnego od Prowincji św. Jadwigi we Wrocławiu oraz Prowincji Niepokalanego Poczęcia NMP w Prusach i w Wielkim Księstwie Poznańskim. W 1923 o. Kolumban został wybrany komisarzem odrodzonej Prowincji Niepokalanego Poczęcia NMP. Urząd ten pełnił przez trzy lata.
W 1926 został gwardianem konwentu panewnickiego. Kolejnymi placówkami, w których o. Kolumban pełnił obowiązki przełożonego były klasztory w Miejskiej Górce i Wronkach. W 1923 został definitorem prowincji i przeniósł się ponownie do Panewnik. Tutaj pełnił również urząd wychowawcy nowicjuszy. W 1933 był wizytatorem generalnym Prowincji Niepokalanego Poczęcia NMP (ponownie w 1939). W 1935 wybrano go gwardianem klasztoru w Rybniku. Od 1938 był wikariuszem prowincji, a po wybuchu wojny, z powodu nieobecności prowincjała, powierzono mu urząd delegata prowincjalnego z siedzibą w Panewnikach. Funkcję tę pełnił do 1940. Następnie przeniósł się do klasztoru w Rybniku.
Po II wojnie światowej o. Kolumban zamieszkał w klasztorze opolskim. Zmarł 10 lipca 1949 w Opolu. Został pochowany na cmentarzu zakonnym w Katowicach-Ligocie.
W 1998 wydano Wspomnienia z lat 1919–1920–1921 autorstwa o. Kolumbana Soboty.